# كيفن كينغ (لاعب كرة قدم أمريكية)
كيفن كينغ (بالإنجليزية: Kevin King)‏ هو لاعب كرة قدم أمريكية أمريكي، ولد في 5 مايو 1995 في أوكلاند في الولايات المتحدة.

## وصلات خارجية
- كيفن كينغ على موقع مرجع كرة القدم المحترفة.كوم (الإنجليزية)